# أسئلة لينكس.أورج
أسئلة لينكس.أورج (بالإنجليزية: LinuxQuestions.org)‏ هو مجتمع على الإنترنت لمساعدة مستخدمي لينكس. اعتبارا من شهر آب 2011، هناك أكثر من 462,200 عضو مسجل. بدأ المجتمع في عام 2000 من قبل جيريمي غارسي، ويعتبر واحد من أكثر المجتمعات الحرة شعبية ومجتمع البرمجيات وتشتهر عادة بمساعدة الآخرين.
القسم الأكثر شعبية في الموقع هو المنتديات، حيث يمكن مستخدمي لينكس تبادل المعارف والخبرات. يمكن للقادمين الجدد إلى عالم لينكس (يسمون في كثير من الأحيان نيوبي) طرح الأسئلة ويقوم خبراء لينكس بتقديم المشورة. ويشمل الموضوعات; الأمنية، التركيب، الشبكات. الأقسام المتاحة حاليا تقع في الفئات التالية; لينكس، لينكس للاعمال، ومنتديات أخرى مثل; يونكس والانظمة الشبيهة بيونكس. اعتبارا من نيسان 2009، كان هناك أكثر من 3.5 مليون موضوع في المنتديات. في يوم 5 مارس 2004، انشئ ويكي بهدف بناء أكبر قاعدة معرفة عن لينكس على الانترنت، البرمجيات المستخدمة لهذه المهمة هي ميدياويكي.